# マウントカーメル市営空港
マウントカーメル市営空港（マウントカーメルしえいくうこう、Mount Carmel Municipal Airport、(ICAO: KAJG, FAA LID: AJG)）は、アメリカ合衆国イリノイ州マウントカーメルから北に12マイル（およそ19km）に位置する、公共用の民間空港。この空港はマウントカーメル市によって公的に所有されている。
この空港は、ウィスコンシン州オシュコシュで開催されるEAA エアベンチャー・オシュコシュに向かう途上のパイロットたちが、しばしば降り立つ場所である。この空港で飛行機に給油し、さらに北へと飛び立っていく。

## 歴史
もともとこの空港は、プレスビテリアン・フィールド (Presbyterian Field) として存在していた。航空隊飛行訓練軍団（Air Corps Flying Training Command：後の航空訓練軍団）が、パイロット訓練基地を各地に設けていった拡大策の一環として、1942年に正式に空港として公認された。
この空港は、第二次世界大戦中にパイロット訓練基地として運用されていたジョージ・フィールドを補完する4つの空港のひとつであった。
元々あったプレスビテリアン空港 (Presbyterian Airport) には、5,200フィート（1,560mほど）のコンクリートとアスファルトの滑走路4本があった。
1942年8月10日には、最初の飛行学校が開かれた。そこから新たに育成されたパイロットたちが、ジョージ・フィールドに送り出された
マウントカーメル市営空港の敷地は、アメリカ合衆国政府からマウントカーメル市へ、1948年に譲渡された。空港には、歴史的遺産として保全し、また、開発も担う財団が置かれており、空港の維持、保全を継続的に担っている。
2021年には、マウントカーメル市営空港の運営を民営化する受け皿となる会社が創設された。

## 施設と航空機
この空港には、アスファルト舗装の滑走路が2本ある。13/31 滑走路は 1,372 x 23m（4,500 x 75 フィート）で、4/22 滑走路は 1,219 x 30m（4,000 x 100 フィート）である。
この空港には、運航支援事業者 (FBO) がいる。この空港で提供されている役務には、航空燃料の給油のほか、駐機、無料送迎車、パイロット用のラウンジなどが含まれており、2017年以降には、従来からの航空機用ガソリン (avgas)だけでなく、ジェット燃料も提供されるようになっている。この空港には、航空整備士もひとりいて、飛行訓練も提供されている
。
2022年には、新しいT型格納庫の建設に向け、61.5万ドルの資金を受け取った。2023年には、イリノイ州運輸局から、設備改善のために50万ドル近い資金を獲得した。
2022年5月31日までの1年間において、飛行機の発着総数は 1日平均 30件で、年間ではおよそ 11,000件ほどであった。そのうち 91% がゼネラル・アビエーションで、7% がエアタクシー、2% が軍事航空であった。この間に、この空港を基地とする航空機は、単発機が 12機、双発以上の多発機が 1機、ヘリコプターが 1機であった。